# جيفرسون توماس
جيفرسون توماس هو سياسي أمريكي، ولد في 19 سبتمبر 1942 في ليتل روك في الولايات المتحدة، وتوفي في 5 سبتمبر 2010 في كولومبوس في الولايات المتحدة بسبب سرطان البنكرياس.